# Віялохвістка біловуса
Віялохвістка біловуса (Rhipidura maculipectus) — вид горобцеподібних птахів родини віялохвісткових (Rhipiduridae). Мешкає на островах Ару та Новій Гвінеї. Цей вид є одним з 47 видів роду Rhipidura. 

## Поширення та поведінка
Вид поширений на островах Ару та західних і південних прибережних районах Нової Гвінеї. Його природним середовищем існування є субтропічні або тропічні вологі низинні ліси та субтропічні або тропічні мангрові ліси.
Більшість видів віялохвісток — сильні перелітні птахи, а деякі види можуть здійснювати тривалі міграції, але біловуса, а також інші віялохвістки (плямистовола та білочерева віялохвістки) дуже слабкі літуни та потребують регулярних приземлень.
Птахи цього виду дуже скритні, і помітити їх досить складно. Харчуються комахами, зазвичай на висоті 1—2 метри від землі. Ловлять комах нальоту, горизонтальними кидками з невисоких гілок.

## Опис
Це птах середнього розміру з довгим хвостом, розміром 18—19 см і вагою 18—19 г. Оперення чорнувате з білими плямами на грудях і крилах та білим кінчиком хвоста. Також має коротку білу смужку над оком та білу пляму збоку на шиї. Хвіст часто задертий догори та розправлений віялом. Райдужка темно-коричнева, дзьоб чорний з рожевим низом. Самці та самки схожі, але у самок менше плям і більш бліде черевце. Пташенята мають повністю чорне оперення, за винятком невиразної білої надбрівної плями та білих кінчиків на хвостових перах.
Віялохвістка біловуса схожа на білочереву віялохвістку (R. leucothorax), але остання відрізняється білими грудьми (звідки й походить її назва). Цей вид також схожий на плямистоволу віялохвістку (R. threnothorax), але остання не має білого кінчика хвоста.